# Concatedral de San Antonio de Padua (Longueuil)
La concatedral de San Antonio de Padua (en francés: Co-cathédrale Saint-Antoine-de-Padoue) es un co-catedral en Longueuil, Quebec, Canadá, en la costa sur de Montreal. Se encuentra ubicada en la esquina de la calle Saint-Charles y Chemin Chambly en el término municipal de Le Vieux-Longueuil. Está dedicada a San Antonio de Padua. La catedral alberga los restos de la Beata Marie-Rose Durocher, la fundadora de las Hermanas de los Santos Nombres de Jesús y María (Soeurs des Saints Noms de Jésus et de Marie).
Su región episcopal es Longueuil-Nord. Lionel Gendron, el obispo, tiene una cátedra esculpida en madera de nogal. Antes del obispado de Bernard Hubert, era simplemente una iglesia parroquial. Pertenece a la diócesis de Saint-Jean-Longueuil.
La catedral fue clasificada como monumento histórico por el Gobierno de Quebec en 1984. 